# Felix Leitner
Felix Leitner (* 31. prosince 1996 Hall in Tirol) je rakouský biatlonista a několikanásobný medailista z juniorských šampionátů.
Ve světovém poháru skončil individuálně nejlépe na 2. místě v závodě s hromadným startem v Oberhofu v lednu 2021.

## Výsledky

### Olympijské hry a mistrovství světa
| Sezóna  | Akce | Místo                | SP  | SZ  | HZ  | IZ  | ŠT  | SŠT | SZD | Věk    |
| ------- | ---- | -------------------- | --- | --- | --- | --- | --- | --- | --- | ------ |
| 2018/19 | MS   | Östersund            | 36. | 22. | 19. | 30. | 8.  | –   | –   | 22 let |
| 2019/20 | MS   | Anterselva           | 9.  | 9.  | 6.  | 27. | 6.. | 8.  | –   | 20 let |
| 2020/21 | MS   | Pokljuka             | 52. | 45. | –   | 14. | 10. | –   | –   | 24 let |
| 2021/22 | ZOH  | Peking               | 46. | 10. | 29. | 16. | 10. | 10. | ×   | 25 let |
| 2023/24 | MS   | Nové Město na Moravě | 49. | 39. | –   | 57. | 12. | –   | –   | 27 let |

Poznámka: Výsledky z olympijských her se do hodnocení světového poháru nezapočítávají, výsledky z mistrovství světa se dříve započítávaly, od mistrovství světa v roce 2023 se nezapočítávají.

### Juniorská mistrovství
Zúčastnil se tří Mistrovství světa juniorů v biatlonu. Nejlepším individuálním výsledkem je pro něj zisk tří zlatých medailí ze stíhacího závodu v běloruském Minku z roku 2015 a z vytrvalostního závodu a sprintu v rumunském Cheile Grădiştei z roku 2016. S mužskou štafetou obsadil nejlépe 6. příčku na šampionátu v Minsku.
| Sezóna  | D   | Místo            | SP  | SZ  | IZ  | ŠT  | Věk    |
| ------- | --- | ---------------- | --- | --- | --- | --- | ------ |
| 2013/14 | MSJ | Presque Isle     | 41. | 26. | 24. | 10. | 17 let |
| 2014/15 | MSJ | Minsk            | 2.  | 1.  | 10. | 6.  | 18 let |
| 2015/16 | MSJ | Cheile Grădiştei | 1.  | 3.  | 1.  | 7.  | 19 let |